# Campylaspis granulata
Campylaspis granulata är en kräftdjursart som beskrevs av Gamo 1960. Campylaspis granulata ingår i släktet Campylaspis och familjen Nannastacidae. Inga underarter finns listade i Catalogue of Life.